# Дорожово
Дорожо́во — село в Брянском районе Брянской области, в составе Домашовского сельского поселения. Расположено в 10 км к северу от города Сельцо, в 6 км к востоку от деревни Домашово. Население — 0 человек 2023 (18 человек 2010).

## История
Впервые упоминается в XVII веке (под названием Дрожево) в составе Хвощенской волости Брянского уезда; бывшее владение Брянского Петропавловского монастыря. До начала XX века — деревня, входила в приход села Липово; к 1910 здесь была построена деревянная Вознесенская церковь (не сохранилась). В 1886 году была открыта земская школа.
В середине XIX века входило в «экономическую» Супоневскую волость; с 1861 по 1918 и в 1922—1924 гг. — в Любохонской волости, в 1918—1922 гг. — волостной центр, в 1924—1929 в составе Бежицкой волости. Было крупным селом, состояло из нескольких слобод (Сурнаевка, Катовщина и др.). В 1910-х гг. было известно как центр ярмарочной торговли.
С 1929 года в Брянском районе. До 1969 — центр Дорожовского сельсовета.

## Интересный факт
С 1930-х по 1980-е гг. Дорожовский народный хор являлся известнейшим фольклорным коллективом Брянской области, известным далеко за её пределами. Известная композиция «Кострома» с одноимённого альбома группы «Иван Купала» является кавер-версией народной песни в исполнении Дорожовского народного хора.